# Allophyllum
Allophyllum, rod jednogodišnjeg raslinja iz porodice jurničevki (Polemoniaceae) raširen po zapadnim predjelima Sjedinjenih Američkih Država i sjeverozapadnog Meksika
Rod je opisan 1955.

## Vrste
1. Allophyllum divaricatum (Nutt.) A.D.Grant & V.E.Grant
2. Allophyllum gilioides (Benth.) A.D.Grant & V.E.Grant
3. Allophyllum glutinosum (Benth.) A.D.Grant & V.E.Grant
4. Allophyllum integrifolium (Brand) A.D.Grant & V.E.Grant
5. Allophyllum nemophilophyllum J.M.Porter & L.A.Johnson